# Istanbul Lütfi Kırdar Uluslararası Kongre ve Sergi Sarayı

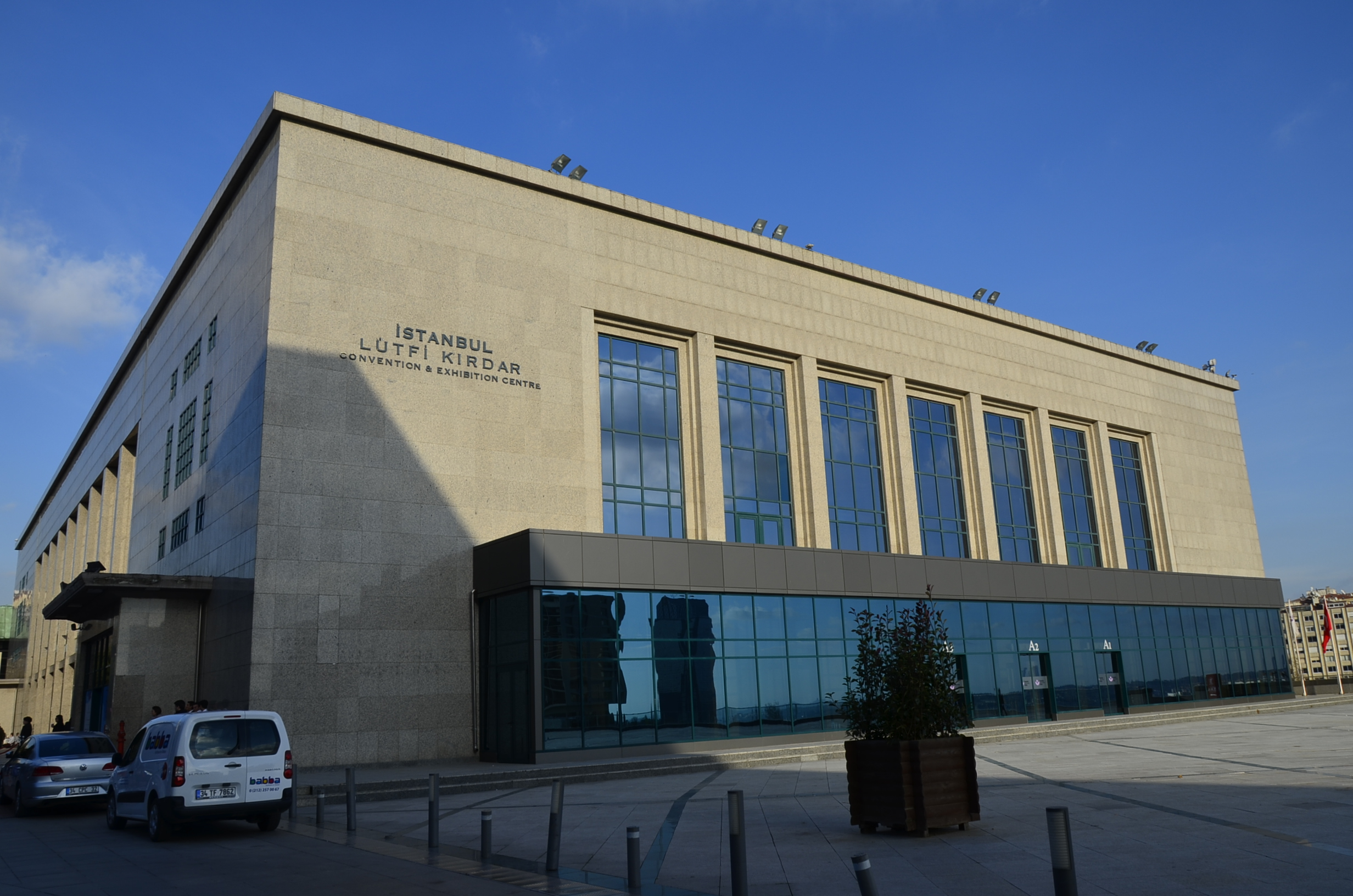
Hauptgebäude des Kongresszentrums

Das Istanbul Lütfi Kırdar Uluslararası Kongre ve Sergi Sarayı (dt. Istanbul Lütfi Kırdar Internationales Kongress- und Ausstellungszentrum, englisch Istanbul Lütfi Kırdar International Convention and Exhibition Center, kurz Istanbul Lütfi Kırdar ICEC) ist ein Kongress- und Messezentrum im Unterbezirk Harbiye im Bezirk Şişli in Istanbul. Neben dem großen Hauptgebäude gibt es das „Rumeli-Messe-und-Ausstellungszentrum“. Besitzer des ICEC ist die Stadt Istanbul.

## Geschichte
Nach den großen Erfolgen der türkischen Ringer bei den Ringer-Europameisterschaften 1947, die diese bei den Olympischen Sommerspielen 1948 in London noch ausbauen konnten, beschloss man die Austragung der Ringer-Europameisterschaften 1949 in Istanbul. Da die Stadt über keine Sporthalle für solche großen Sportveranstaltungen verfügte, wurden der italienische Architekt Paolo Vietti-Violi (1882–1965) und die türkischen Architekten Şinasi Şahingiray und Fazıl Aysu damit beauftragt, Pläne für ein „Sport- und Ausstellungszentrum“ (türkisch İstanbul Spor ve Sergi Sarayı) auszuarbeiten.
Am 30. Januar 1948 erfolgte der erste Spatenstich in Anwesenheit von Bürgermeister Lütfi Kırdar (1887–1961). Kırdar widersetzte sich dem bei der feierlichen Zeremonie gemachten Vorschlag des Vorsitzenden der Istanbuler Fußball- und Leichtathletik-Verbandes, das Gebäude nach ihm zu benennen.
Kurz nach der Fertigstellung wurde das Gebäude am 3. Juni 1949 eingeweiht und war anschließend Austragungsort der Ringer-Europameisterschaften. Am 2. Oktober des gleichen Jahres startete die Internationale Handels- und Industriemesse Istanbul.
Da die Halle viele Jahre die einzige Veranstaltungshalle dieser Größe war und rund 7.000 Sitzplätze bot, fanden hier viele internationale Sportveranstaltungen statt, aber auch Konzerte, Messen, Konferenzen und Ausstellungen.
Am 17. Februar 1988 wurde die Halle in Erinnerung an Lütfi Kırdar an dessen 27. Todestag umbenannt. 1996 wurde die Halle in ein Kongresszentrum umgebaut, um die Habitat-II-Konferenz veranstalten zu können, die zweite Konferenz der Vereinten Nationen über Wohn- und Siedlungswesen. Das neue Zentrum wurde in „Istanbul Lütfi Kırdar Internationales Kongress- und Ausstellungszentrum“ (ICEC) umbenannt.
Um den gewachsenen Anforderungen in diesem Bereich Rechnung zu tragen, wurde der Tagungsort im Jahr 2000 um ein Gebäude erweitert, das man „Rumeli Messe- und Ausstellungszentrum“ taufte.
2009 sollte Istanbul Gastgeber des Jährlichen Treffens von Internationalem Währungsfonds und Weltbank sein. Dazu wurden in nur einem Jahr neun Kellergeschosse mit einer Gesamtfläche von 120.000 m² erbaut.

## Ausstattung
Größter Saal des Hauptgebäudes ist das Anadolu Auditorium mit rund 2.000 Sitzplätzen. Außerdem gibt es 17 weitere Konferenzsäle und mehrere VIP-Räume. Außerdem befindet sich hier ein Restaurant mit 250 Plätzen.
Das zweigeschossige Rumeli-Zentrum bietet 7.000 m². Im oberen Stockwerk ist Platz für 3.500 Gäste. Die 2.100 Quadratmeter lassen sich in vier Bereiche unterteilen. Außerdem ist ein 1.900 m² großes Foyer vorhanden. Außerdem gehören zum Gebäude der Hisar-Konferenzraum, mehrere Tagungsräume und eine Terrasse.
Der Gebäudekomplex ist über einen autofreien Platz mit dem Istanbul Congress Center und dem Harbiye-Muhsin-Ertuğrul-Theater auf der anderen Straßenseite verbunden. Das Kongresszentrum bietet in seinem unterirdischen Parkhaus außerdem 1.000 Parkplätze.

## Architektur
Der rechteckige Hauptbau ragt als Monolith mit Flachdach an der zentralen Plaza empor. Ursprünglich mit quadratischen Fliesen verkleidet, wird das heutige Aussehen von Steinplatten bestimmt. Die mächtigen Fensterfronten sind durch Betonraster untergliedert. Zum Platz ist dem Gebäude ein einstöckiger verglaster Eingangsbereich vorgelagert.
Im Norden liegt die Cemal-Reşit-Rey-Konzerthalle, im Südwesten das Istanbul Congress Center. Im Osten schließt sich hangabwärts unterhalb des Hauptgebäudes des ICEC das Rumeli-Zentrum an. Im Südosten liegt ein großer Theaterkomplex.